# أوين كونواي
أوين كونواي (بالإنجليزية: Owen Conway)‏ هو لاعب كرة قاعدة أمريكي، ولد في 23 أكتوبر 1890، وتوفي في 12 مارس 1942 في فيلادلفيا في الولايات المتحدة.

## وصلات خارجية
- أوين كونواي على موقعبيزبول رفرنس.كوم (الدوري الرئيسي) (الإنجليزية)
- أوين كونواي على موقعبيزبول رفرنس.كوم (الدوري الثانوي) (الإنجليزية)